# بئاتریس کورالس
بئاتریس کورالس (اسپانیایی: Beatriz Corrales‎؛ زادهٔ ۳ دسامبر ۱۹۹۲) بدمینتون‌باز زن اهل اسپانیا است.